# Anisia infima
Anisia infima är en tvåvingeart som först beskrevs av Wulp 1890.  Anisia infima ingår i släktet Anisia och familjen parasitflugor. Inga underarter finns listade i Catalogue of Life.